# Lights Go On Again
Lights Go On Again é o quarto mini-álbum da boy band sul-coreana B2ST. "Lights Go On Again" é tido como a segunda parte de seu álbum anterior, "Mastermind", com todo um conjunto de cores diferentes. "Lights Go On Again" foi lançado pela Cube Entertainment em 9 de novembro de 2010. A canção "Beautiful" foi para ser a faixa-título do EP.

## Lista de faixas
※ Negrito no espaço das "Faixas" indica os singles promocionais em cada álbum.
| N.º            | Título                                                    | Letras                                                  | Música                                   | Duração |  |
| 1.             | "Lights Go on Again"                                      | Hong Seungsung, DA9297, Shinsadong Tiger, Yong Junhyung | DA9297, Shinsadong Tiger                 | 3:34    |  |
| 2.             | "Beautiful"                                               | Kim Dohoon, Shinsadong Tiger, Lee Sangho                | Kim Dohoon, Shinsadong Tiger, Lee Sangho | 3:36    |  |
| 3.             | "니가 제일 좋아" ('Niga Jeil Joha / I Like You the Best') | Shinsadong Tiger, Yong Junhyung                         | Shinsadong Tiger, Lee Chaekyu, Jeongoon  | 3:22    |  |
| 4.             | "Lightless"                                               | Shinsadong Tiger, Black Eyed Pilseung, Yong Junhyung    | Shinsadong Tiger, Black Eyed Pilseung    | 3:24    |  |
| 5.             | "I'm Sorry"                                               | Black Eyed Pilseung, Yong Junhyung                      | Black Eyed Pilseung                      | 3:14    |  |
| Duração total: | Duração total:                                            | Duração total:                                          | Duração total:                           | 15:22   |  |

## Desempenho nas paradas
| Tabela           | Melhor posição |
| ---------------- | -------------- |
| Gaon album chart | 1              |

| "Beautiful"           | 6  |
| "I Like You The Best" | 55 |

## Histórico de lançamento
| País          | Data                   | Formato                                  | Distribuidora      |
| ------------- | ---------------------- | ---------------------------------------- | ------------------ |
| Coreia do Sul | 9 de novembro de 2010  | Download digital, CD                     | Cube Entertainment |
| Coreia do Sul | 17 de março de 2011    | Edição Asiática Especial Deluxe (CD+DVD) | Cube Entertainment |
| Ásia          | 12 de dezembro de 2010 | Edição Asiática Especial Deluxe (CD+DVD) | Cube Entertainment |